# امیل مارشال
امیل مارشال (فرانسوی: Émile Maréchal‎) دوچرخه‌سوار اهل فرانسه بود. وی در بازی‌های المپیک تابستانی ۱۹۰۰ شرکت کرده است.